# ジョイセフ
公益財団法人ジョイセフ（こうえきざいだんほうじん じょいせふ、英文名称：Japanese Organization for International Cooperation in Family Planning、JOICFP）または家族計画国際協力財団とは、世界の妊産婦と女性の命と健康を守るために活動している国際協力を中心とした公益法人。戦後の日本が実践してきた家族計画・母子保健の分野での経験やノウハウを開発途上国に移転してほしいという国際的な要望を受け1968年に設立された。

## 概要
もとは外務省、厚生労働省所管の団体。公益法人改革で、内閣府所管となる。国連、IPPF（国際家族計画連盟）などの国際機関、日本のJICA、現地NGOや地域住民と連携し、アジア、アフリカ、中南米で、保健分野における人材養成、寄贈、プロジェクトを通した様々な支援を行っている。2011年3月11日の東日本大震災以降は、（社）日本助産師会、（社）日本家族計画協会とともに、被災地東北の女性・妊産婦支援を開始。
会長は2007年より元国連事務次長明石康。歴代会長に加藤シヅエ、岸信介、福田赳夫も。2011年よりモデルの冨永愛がアンバサダーに就任。

## 実績
日本において、人口・リプロダクティブヘルス（RH）・家族計画・母子保健分野の国際協力における最長の歴史と最大の実績を有する専門機関でもある。これまでに、世界30余カ国の途上国で活動を実施してきた実績を有する。
「特定公益増進法人」。国連経済社会理事会（ECOSOC）の特別諮問NGO。

### 受賞歴
- 1990年 - 外務大臣表彰
- 1991年 - JICA総裁感謝状
- 2001年 - 国連人口賞
- 2012年 - カンボジア王国友好勲章
- 2012年 - ひまわり褒章
- 2016年 - 読売国際協力賞
- 2017年 - SDGsパートナー賞

## 連携組織／機関
国内：日本政府、国際協力機構（JICA）、日本家族計画協会(JFPA)、東京都予防医学協会、日本寄生虫予防会、日本助産師会、日本産婦人科医会、小児保健協会、母子保健推進会議等
海外：国連人口基金（UNFPA）、国際家族計画連盟（IPPF）、世界保健機関（WHO）、国際連合児童基金（ユニセフ、UNICEF）、パッカード財団、等
WRA（ホワイトリボンアライアンス）のメンバー。

## ホワイトリボン運動
ジョイセフは世界148カ国に広がる途上国の妊産婦を守る活動を推進するホワイトリボン運動の日本での発起団体。ワシントンD.C.に事務局を置くホワイトリボン・アライアンスに加盟し、ホワイトリボン・ジャパン事務局を務める。
ホワイトリボン認知普及プロジェクトとしてMODE for Charity（親善大使：冨永愛）を2010年より開始。2016年からは女性の健康のために走るチャリティーラン、「ホワイトリボンラン」を毎年、国際女性デー(3月8日)の前後で開催し、全国各地で開催される拠点ランも含めると約5000人の参加者が参加している。

## 思い出のランドセルギフト
思い出のランドセルギフトは、日本で役目を終えたランドセルをアフガニスタンに寄贈し、子どもたち、特に教育の機会に恵まれない女の子の就学に役立てる国際支援活動。株式会社クラレの呼びかけで2004年に開始。同企業の「ランドセルは海を越えてキャンペーン」で集まったランドセルも合わせ、約22万個のランドセルと新品の学用品をアフガニスタンの紛争地域の子どもたちに寄贈してきた。2018年には「行列のできる法律相談所」で回収の呼びかけがあり多くのランドセルが集まった。2019年にはNHK「ニュースウォッチ９」で特集が組まれた。2020年からは、ランドセルが配られた地域を取材した「ランドセルは海をこえて」（内堀タケシ著・ポプラ社）が小学4年生の国語の教科書（光村図書）に載り全国の小学4年生の学ぶ題材となっている。

## 歴史

### ジョイセフ発足 前史 ～女性の解放運動と家族計画
20世紀に入り、米国では1912年にマーガレット・サンガーによる「Birth Control」運動が開始された。その影響を受けて日本では1920年代に加藤シヅエ等による産児制限運動が始まる。その後、第2次世界大戦などにより運動は中断。戦後、1952年に国際家族計画連盟(IPPF)が発足し、日本では受胎調節実地指導員制度が開始された。1954年には日本家族計画連盟と日本家族計画協会が設立され、国内の家族計画運動が始動。後にこの「中絶から家族計画(避妊)へ」の運動が日本社会に大きな影響を与え、人工妊娠中絶数は1955年の117万件から、2016年度には16万8千件へと減少した。

### ジョイセフ発足 前夜 ～世界人口急増時代、国際社会から日本への期待
1950年代以降、急速に増加する開発途上国の人口が、国々の社会・経済の発展と世界の食糧、資源、環境への脅威であると認識された時代であった。一方で、戦後の困窮した時代を乗り越えた日本は経済成長の時期を迎え、同時に家族計画の成功や母子保健の向上が世界から注目され始めていた。

### 第1期 ジョイセフ創立・始動：1968 - 1973年
1967年にIPPF顧問ウィリアム・ドレーパーが来日し、途上国への日本の人口・家族計画分野の協力を訴えた。1968年、家族計画・母子保健分野の試験研究法人・技術協力機関として外務省・厚生省認可の財団法人家族計画国際協力財団(後の公益財団法人ジョイセフ)が設立される。当初からアドボカシー(政策提言)が重点事業のひとつであり日本政府の国際機関等への任意拠出金の増額を目指す機関としての役割を期待されていた。
この時代、多くの途上国で家族計画が人口抑制の手段となり、女性の人権が尊重されることなく「出生数」をコントロールする対象として見なされていた。その中でジョイセフの創設者である國井長次郎は、家族計画とは「自分の生活を守り、家族の幸せを願うこと、母と子の健康を守りたいという気持ち」からのもので、「人口問題の解決のためでも、国の経済発展の方法でもない」という哲学を持っていた。「人間的家族計画(Humanistic Family Planning)」そして「住民が主体」という國井の信念は、創立以来、女性と妊産婦の命と健康を守る活動を実施してきたジョイセフの思想であり、ジョイセフの活動の基本理念として、とぎれることなく受け継がれている。

### 第2期 家族計画・栄養・寄生虫予防インテグレーションプロジェクト(IP)：1974 - 1993年
日本の経験とノウハウ、そして國井が提唱する「人間的家族計画」を基礎にした「家族計画・栄養・寄生虫予防インテグレーションプロジェクト(IP)」が1974年より開始される。IPは後にPHC(プライマリーヘルスケア)の好事例として国際的に認知度を高め、多くの国々で実施されるようになった。IPにより、家族計画は、人口抑制の手段ではなく、一人ひとりの人間の命や健康を守る戦略として国際的に広まった。20年後の国際人口開発会議(ICPD)ではその理念が基盤となり、リプロダクティブ・ヘルス(RH)へと進化発展することになる。

### 第3期 リプロダクティブ・ヘルス(RH)国際的潮流へ：1994 - 2000年
1994年にICPDで提唱されたリプロダクティブ・ヘルス(RH)が国際的潮流となる。ジョイセフはRHを先導する日本生まれの国際協力NGOとしてその活動が認められ、この年、保健分野の国際協力NGOと外務省の対話の場である、後のGII/IDI懇談会の事務局となり、現在に至っている。また1995年に北京で開催された世界女性会議では、RH/Rは女性の基本的権利だと明記され、若者の性と健康を重視し、ジェンダーの平等、女性のエンパワーメントも重視されている。ジョイセフは永年の実績の上に、2000年に国連経済社会理事会(ECOSOC)特別諮問NGOの資格を得た。

### 第4期 ミレニアム開発目標(MDGｓ)：2001 - 2015年
2001年にMDGsが始動。ジョイセフは日本のみならず国際NGOとしてセクシュアル・リプロダクティブ・ヘルス／ライツ（SRH/R）分野の牽引的な役割を担うことになる。また2001年には永年の功績により国連人口賞を受賞した。さらに2011年の東日本大震災をきっかけにジョイセフは日本国内においてもSRH/R分野、とりわけ「妊産婦と女性の命と健康を守る」NGOとしての支援活動を展開した。

### 第5期 持続可能な開発目標(SDGs)時代へ：2016年 - 現在
2016年にジョイセフのミッションがSDGs時代に合わせて改訂。海外のみならず、日本国内の課題にも注視することの意味を込めて、さらには「誰一人取り残さない」という信念を表し、対象を「すべての人々」とする。また国内において、SRH/Rの啓発を目的としたI LADY. （Love, Act, Decide Yourself.）キャンペーンを立ち上げる。2016年、女性へのフォーカスが強まり、G7サミット、TICAD Ⅵなどでは、ジョイセフはSRH/R分野のアドボカシー活動の先導的NGOとして活躍。この年、ジョイセフは「読売国際協力賞」を受賞、2017年には第1回「ジャパンSDGsアワード」（主催：SDGs推進本部／本部長・安倍首相）の特別賞「SDGsパートナー賞」を受賞した。

## 歴代会長・理事長一覧
歴代会長・在任期間
1. 岸信介 (元首相)　1968－1987年
2. 福田赳夫 (元首相)　1987－1995年
3. 加藤シヅエ (元参議院議員)　1995－2001年
4. 黒田俊夫 (日本大学人口研究所名誉所長)　2003－2006年
5. 明石康 (元国連事務次長)　2007年3月29日～現在

歴代理事長・在任期間
1. 古屋芳雄 (元国立公衆衛生院院長)1968－1974年
2. 山地一寿 (元首相秘書)1974‐1988年
3. 國井長次郎 (元日本家族計画協会会長・保健会館理事長)1988－1996年
4. 澤木正男 (元外務省経済協力局長・インドネシア大使)1996－1999年
5. 黒田俊夫 (元日本大学人口研究所長・厚生省人口問題研究所長)1999－2003年
6. 近泰男 (前日本家族計画協会会長)2003－2013年
7. 石井澄江 (前公益財団法人ジョイセフ専務理事)2013年6月11日～現在

## プロジェクト経験国
アフガニスタン、インド、インドネシア、エチオピア、ガーナ、韓国、ガンビア、カンボジア、グアテマラ、コロンビア、サモア、ザンビア、スリランカ、スーダン、タイ、タンザニア、中国、トンガ、ニカラグア、ネパール、バヌアツ、バハマ、バングラデシュ、東ティモール、フィリピン、ブータン、ブラジル、ベトナム、マレーシア、ミャンマー、メキシコ、モンゴル、ラオス、日本

## 支援者
- 冨永愛（ファッションモデル）
- 大橋マキ（元アナウンサー、アロマテラピスト）
- 青木愛 (実業家)
- 政井マヤ（フリーアナウンサー）
- 堂珍敦子(モデル）
- UA（歌手）
- 土屋アンナ（歌手）